# Pelargonium saxatile
Pelargonium saxatile är en näveväxtart som beskrevs av John Charles Manning och Goldblatt. Pelargonium saxatile ingår i släktet pelargoner, och familjen näveväxter. Inga underarter finns listade i Catalogue of Life.